# Manon-de-peito-branco
Capuchinho-estriado, capuchinho-de-sobre-branco ou manon-de-peito-branco (Lonchura striata) é um pequeno passeriforme. Esse pássaro vive na área que vai desde a parte tropical ao sul da Ásia até à parte sul da China e no sudeste da Ásia. Essa espécie foi introduzida no Japão.

## Habitats
O manon-de-peito-branco é um pequeno pássaro gregário que se alimenta principalmente de sementes. Freqüenta florestas abertas, gramados e arbustos. O seu ninho é uma estrutura em forma de cúpula, e é feito em árvores, arbustos ou na grama. Nele são postos de 3 a 8 ovos de cor branca.

## Subespécies
- Lonchura striata striata
- Lonchura striata acuticauda
- Manon - Lonchura striata domestica